# Neomyro amplius
Neomyro amplius là một loài nhện trong họ Toxopidae.
Loài này thuộc chi Neomyro. Neomyro amplius được miêu tả năm 1973 bởi Raymond Robert Forster & Wilton.